# 배트맨: 배드 블러드
《배트맨: 배드 블러드》(영어: Batman: Bad Blood)는 2016년 배트맨 비디오 애니메이션 영화이다. DC 애니메이션 영화 유니버스 소속이며, 《배트맨 대 로빈》(2015)의 속편격 작품이다.

## 성우진
- 제이슨 오마라 - 브루스 웨인 / 배트맨
- 이본 스트라호브스키 - 케이트 케인 / 배트우먼
- 스튜어트 앨런 - 데이미언 웨인 / 로빈
- 숀 마 - 딕 그레이슨 / 나이트윙 / 배트맨
- 모레나 바카링 - 탈리아 알굴
- 스티븐 블룸 - 블랙 마스크, 파이어플라이
- 가이어스 찰스 - 루크 폭스 / 배트윙
- 존 디마지오 - 블록버스터, 터스크
- 로빈 앳킨 다운스 - 저비스 테치 / 매드 해터, 일렉트로큐셔너
- 제임스 개릿 - 알프레드 페니워스
- 어니 허드슨 - 루시어스 폭스
- 크리스틴 레이킨 - 기자
- 버네사 마셜 - 러네이 몬토야
- 리처드 맥고너글 - 대통령
- 매슈 머서 - 헬하운스, 처키 솔
- 제프 피어슨 - 제이컵 케인 대령
- 제이슨 스피색 - 노아 커틀러 / 캘큘레이터, 킬러 모스, 남자 기자
- 브루스 토머스 - 제임스 고든 경사
- 카리 월그렌 - 코리, 배니스터
- 트래비스 윌링햄 - 헤레틱